# Marina di Pisa
(Gabriele D'Annunzio in Alcyone)

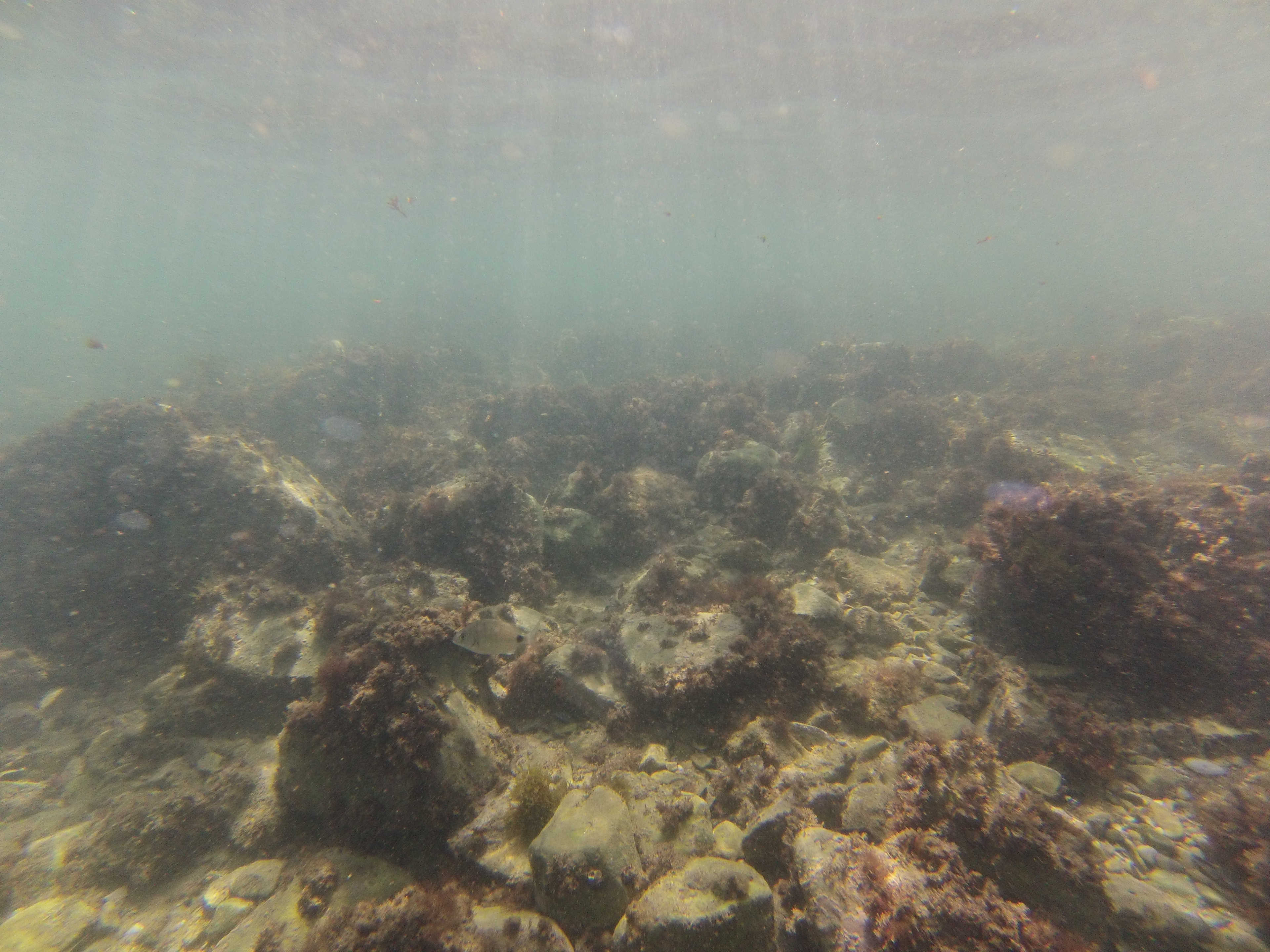
Fondali a Marina di Pisa

Marina di Pisa è una frazione del comune italiano di Pisa, in Toscana.
Sorge a 2 m s.l.m. a sud della foce del fiume Arno, sul Mar Ligure. Gli abitanti odierni sono soliti chiamarla semplicemente "Marina", mentre fino al secolo scorso i più vecchi continuavano a usare il termine Boccadarno.

## Geografia fisica
L'abitato si estende da NW a SE lungo la costa del Mar Ligure, ed è delimitato a nord dal fiume Arno, a est dalla pineta del litorale pisano (che ispirò a D'Annunzio i versi de La pioggia nel Pineto), dal canale Lamone e dalla frazione di San Piero a Grado, a sud dalla frazione di Tirrenia.
Il clima è spiccatamente mediterraneo, dominato da venti sud occidentali di libeccio che causano mareggiate abbastanza frequenti. Secondo la classificazione di Köppen, Marina di Pisa rientra nella fascia di clima temperato caldo (sigla Csa).
La stazione meteo più vicina è quella di Bocca d'Arno:
| Bocca d'Arno       | Mesi | Mesi | Mesi | Mesi | Mesi | Mesi | Mesi | Mesi | Mesi | Mesi | Mesi | Mesi | Stagioni | Stagioni | Stagioni | Stagioni | Anno |
| Bocca d'Arno       | Gen  | Feb  | Mar  | Apr  | Mag  | Giu  | Lug  | Ago  | Set  | Ott  | Nov  | Dic  | Inv      | Pri      | Est      | Aut      | Anno |
| ------------------ | ---- | ---- | ---- | ---- | ---- | ---- | ---- | ---- | ---- | ---- | ---- | ---- | -------- | -------- | -------- | -------- | ---- |
| T. max. media (°C) | 10,5 | 11,3 | 14,0 | 17,4 | 21,3 | 24,7 | 27,5 | 27,4 | 24,3 | 20,0 | 15,4 | 11,6 | 11,1     | 17,6     | 26,5     | 19,9     | 18,8 |
| T. min. media (°C) | 3,6  | 4,3  | 6,7  | 9,6  | 13,0 | 16,2 | 19,1 | 19,4 | 16,5 | 12,4 | 8,0  | 4,8  | 4,2      | 9,8      | 18,2     | 12,3     | 11,1 |

## Storia
Fino al 1606 il territorio stesso dove ora sorge Marina di Pisa non esisteva: l'area era paludosa e insana, e praticamente disabitata. Fu Ferdinando I de' Medici che in quell'anno decise di far spostare la foce dell'Arno, rivolta a sudovest, di circa 1 500 metri verso nord, in quanto riteneva che il vento di libeccio potesse impedire il normale deflusso delle acque del fiume e allagare Pisa. Alla foce del fiume, dopo tale spostamento, venne edificata sulla riva sinistra una costruzione esagonale circondata da un fossato, detta "il Fortino", quale dogana per il traffico fluviale. Probabilmente intorno a tale costruzione vennero edificate le prime case di pescatori, ed è qui che va cercato il nucleo originario di Marina di Pisa, alle sue origini chiamato "Paese di Boccadarno"
Il fondatore di Marina di Pisa è riconosciuto in Gaetano Ceccherini: nel 1869 il Re lo costrinse ad abbandonare i terreni da lui posseduti nella riva nord dell'Arno (che nel frattempo era divenuta Tenuta Reale) e in cambio gli fornì ampi appezzamenti nella riva sinistra, oltre a una congrua somma di denaro. In tale area Ceccherini, con l'aiuto del figlio Baldassarre, costruì un attrezzato stabilimento balneare dopo aver acquistato per sé una casa colonica nei pressi del vecchio Fortino della Guardia di Finanza. Fu da quel momento che la zona iniziò a guadagnarsi lo status di mèta per il turismo balneare, turismo incentivato dalla tendenza scientifica in favore dei bagni di mare come terapia preventiva di molte malattie.

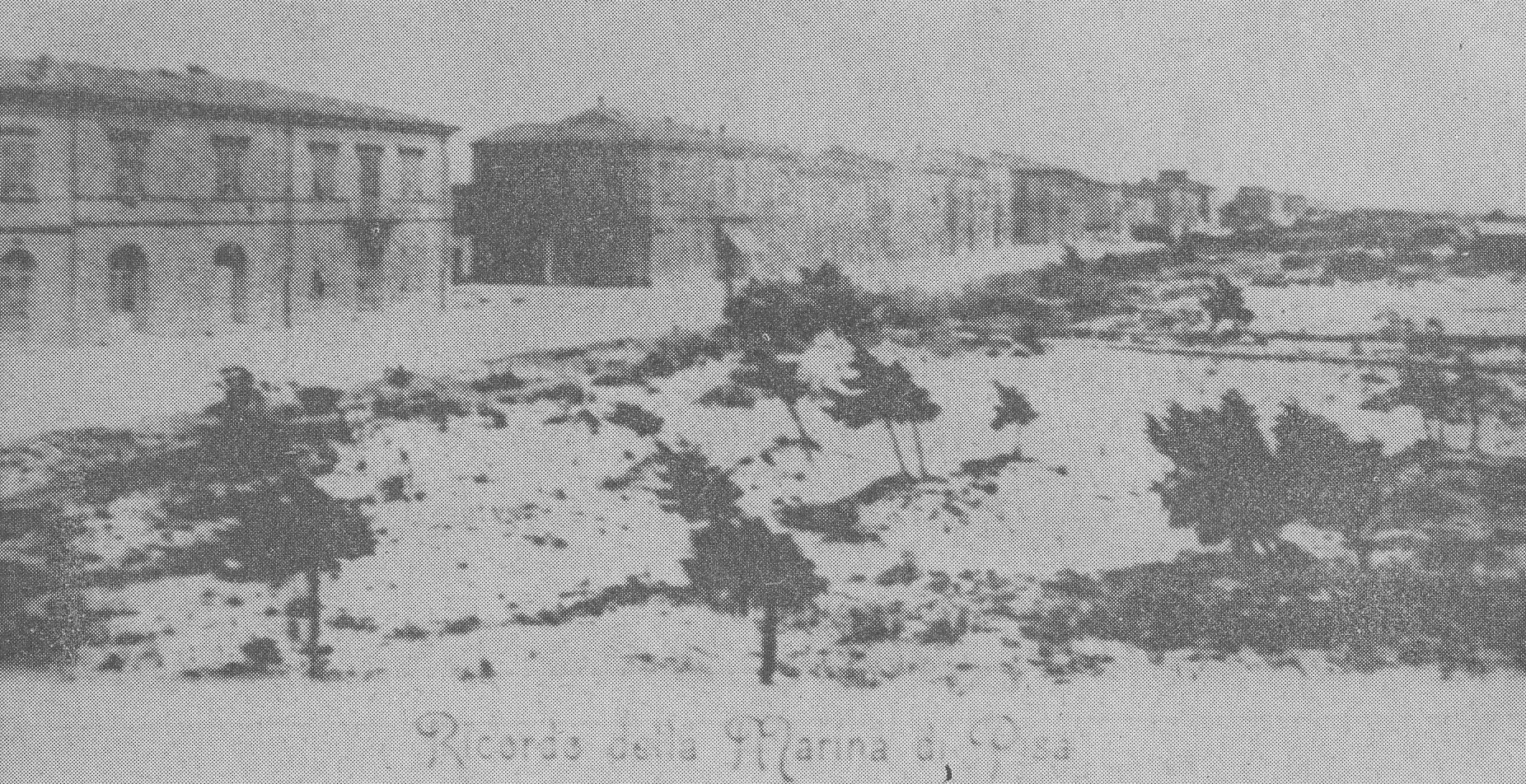
Il litorale nel 1899, con la spiaggia oggi scomparsa per l'erosione

L'atto di fondazione ufficiale del paese risale comunque al 1872, quando il Comune di Pisa elaborò un piano regolatore di un paese a griglia intervallato da tre piazze, approntando anche la realizzazione di un grande strada di collegamento con la città, il Viale dei Platani, oggi Viale D'Annunzio. Dopo pochi anni Gaetano Ceccherini morì, lasciando al figlio lo stabilimento, che venne arricchito delle prime case in muratura, per permettere soggiorni più lunghi ai turisti; Baldassarre riuscì anche a convincere alcuni personaggi illustri e non di Pisa a costruirsi una casa al mare vicino a Boccadarno. In quegli anni venne costruito pure un grande orfanotrofio, grazie all'attività pastorale di padre Agostino da Montefeltro, al secolo Luigi Vicini.
Il 23 giugno 1892 venne inaugurata la linea ferroviaria a vapore Pisa-Marina, che contribuì a una crescita turistica del luogo. Vennero quindi edificati i primi ristoranti, stabilimenti balneari, pensioni. In questo periodo furono costruite anche molte ville in stile Liberty e in neomedieval (Villa Fumagalli, Villa Cobianchi, Villa Galli Dunn, Villa Miramar sede dell'attuale comando dei Carabinieri, Villa Salvini, Villa Ruchal, Villa Belliure, ecc.).
La crescita turistica andò di pari passo con lo sviluppo edilizio, portato avanti fino al 1920, quando iniziò lo sviluppo industriale della cittadina. Il 28 luglio 1912 venne posata la prima pietra della chiesa di Santa Maria Ausiliatrice, alla presenza del cardinale Pietro Maffi.

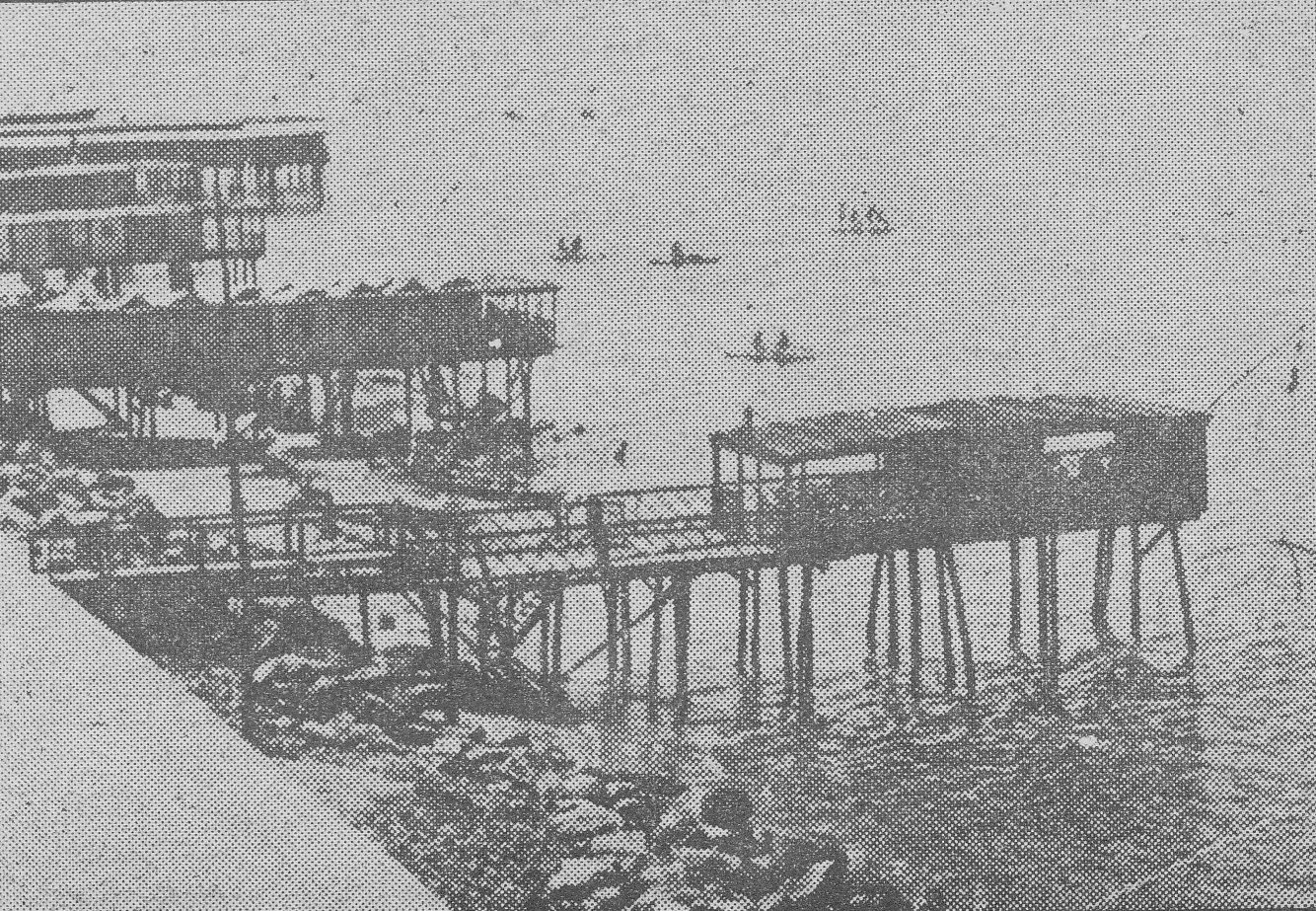
Il fenomeno dell'erosione già evidente negli anni trenta del Novecento

Nel 1925 venne costruito un grande stabilimento dalla Società in nome collettivo Cantiere Navale G. Gallinari, successivamente diventata C.M.A.S.A., per la costruzione di idrovolanti: il cantiere si sviluppò notevolmente con l'arrivo dell'ingegnere tedesco Claude Dornier, il quale scelse Marina per produrre i suoi idrovolanti dopo che il trattato di Versailles del 1919 aveva imposto severe restrizioni alla Germania, anche nella produzione di velivoli, con la conseguente chiusura degli stabilimenti di produzione posti sul lago di Costanza. Negli stabilimenti C.M.A.S.A. vennero prodotti, tra gli altri, gli idrovolanti Dornier Do J Wal, i primi totalmente metallici costruiti in Italia.
Da qui partirono molte imprese di risonanza mondiale:
- febbraio 1925: Richard Wagner (omonimo del compositore) e Guido Guidi conquistarono 20 record mondiali di velocità e di carico.
- febbraio 1926: Ramon Franco effettuò la traversata dell'Oceano Atlantico meridionale.
- 1928: partenza della spedizione al circolo polare artico per salvare Umberto Nobile.

Nel 1930 la società proprietaria degli stabilimenti (Dornier Metalblauten) riportò la produzione in Germania, e la fabbrica viene rilevata dalla Fiat: da quel momento iniziò la produzione di moltissimi tipi di aerei, soprattutto i G.50, aerei da caccia impiegati nella Regia Aeronautica durante la seconda guerra mondiale. Nel 1941 lo stabilimento arrivò a 386 dipendenti e 3 130 operai, ma nel 1943 fu requisito dalle truppe tedesche. Alla fine della guerra, nel 1945, la Fiat rientrò in possesso della proprietà (abbondantemente bombardata e cannoneggiata dal mare a opera dagli americani) e mutò la produzione in quella di vetture ferroviarie e di autobus (Motofides).

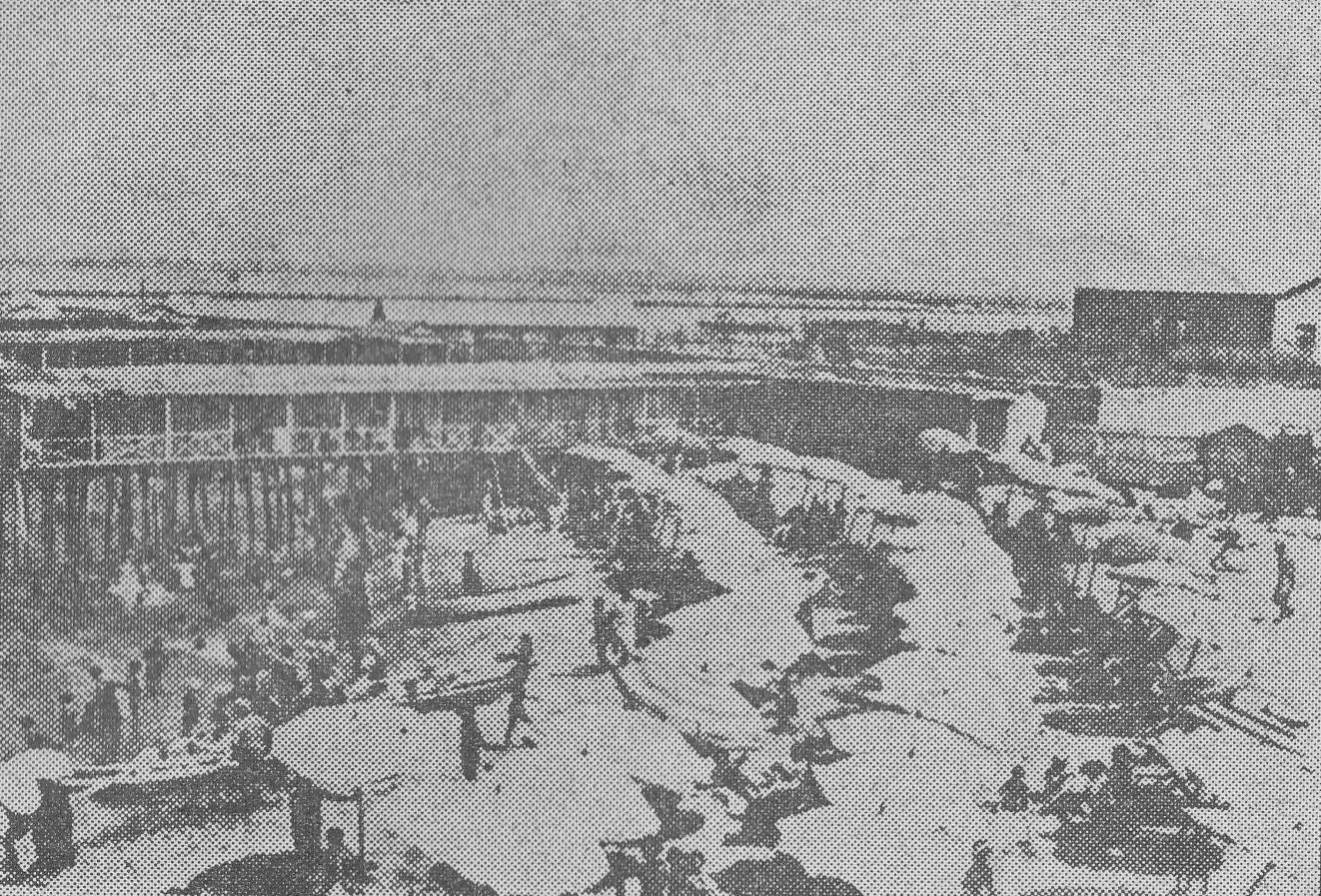
Lo storico Bagno Emma con sullo sfondo la fabbrica Gallinari

Negli anni sessanta l'erosione costiera, che nel frattempo aveva portato alla scomparsa di buona parte dei lidi sabbiosi, costrinse alla chiusura molti stabilimenti balneari, tanto che si rese necessario proteggere l'abitato attraverso numerose barriere frangiflutti.
Nel 1988 lo stabilimento marinese cessò ogni sua attività e venne abbandonato, lasciando solamente un rudere fatiscente.
Nel 2000 il problema dell'erosione portò l'amministrazione comunale a tentare di arginare il problema con la realizzazione di una spiaggia di ghiaia. Alla prima mareggiata la spiaggia venne completamente devastata, tanto che la ghiaia si riversò quasi per intero sulla strada adiacente. A partire dal 2006 è in atto un rinforzo e un ridisegno delle barriere frangiflutti.
Attualmente l'area industriale, posta alla foce dell'Arno, è in fase di bonifica (il giorno 9 ottobre 2007 è stata effettuata un'implosione del locale presse) con la prevista creazione di un porto turistico, denominato Porto di Bocca d'Arno, che ha portato molte polemiche sia a carattere ambientale (la riva opposta del fiume è zona protetta e parte del Parco Naturale di Migliarino San Rossore), sia paesaggistico. In questo quadro nel 2008 sono state abbattute molte abitazioni dei primi del Novecento, per fare spazio alla progettata area residenziale afferente al porto.

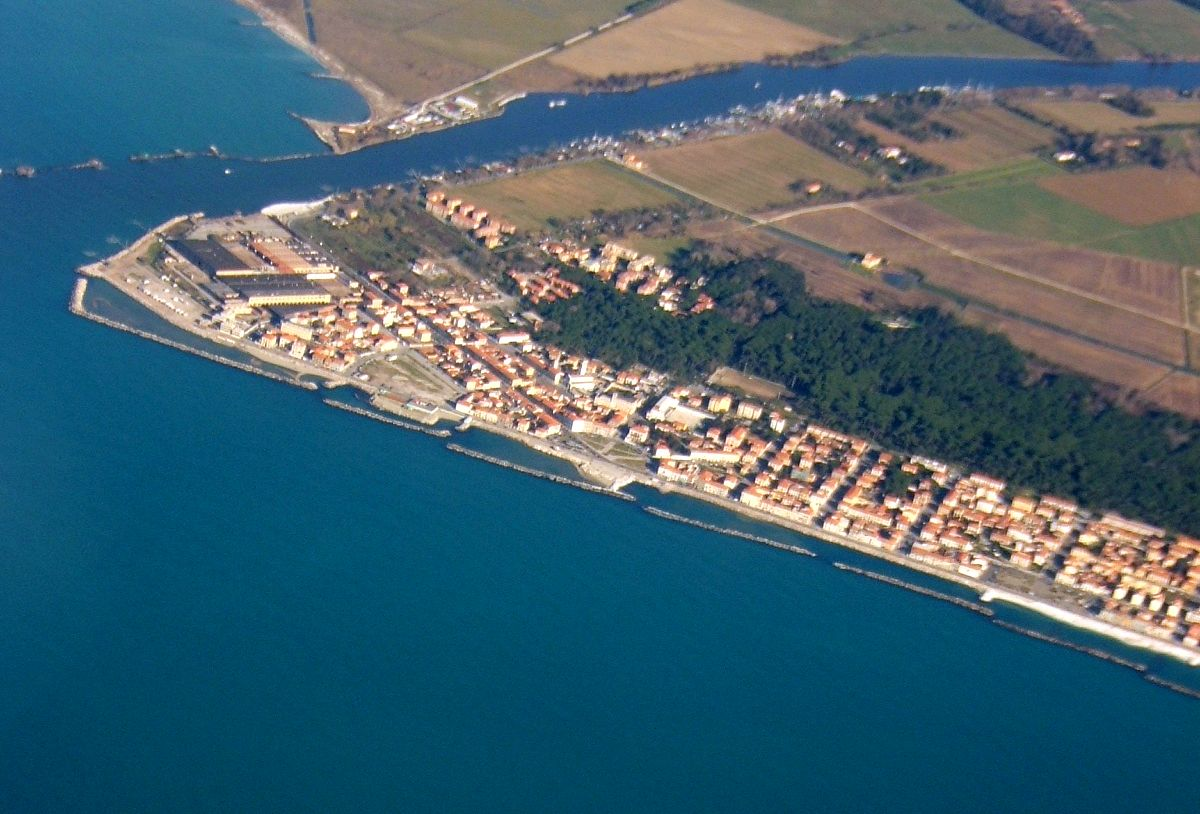
Vista della parte nord di Marina

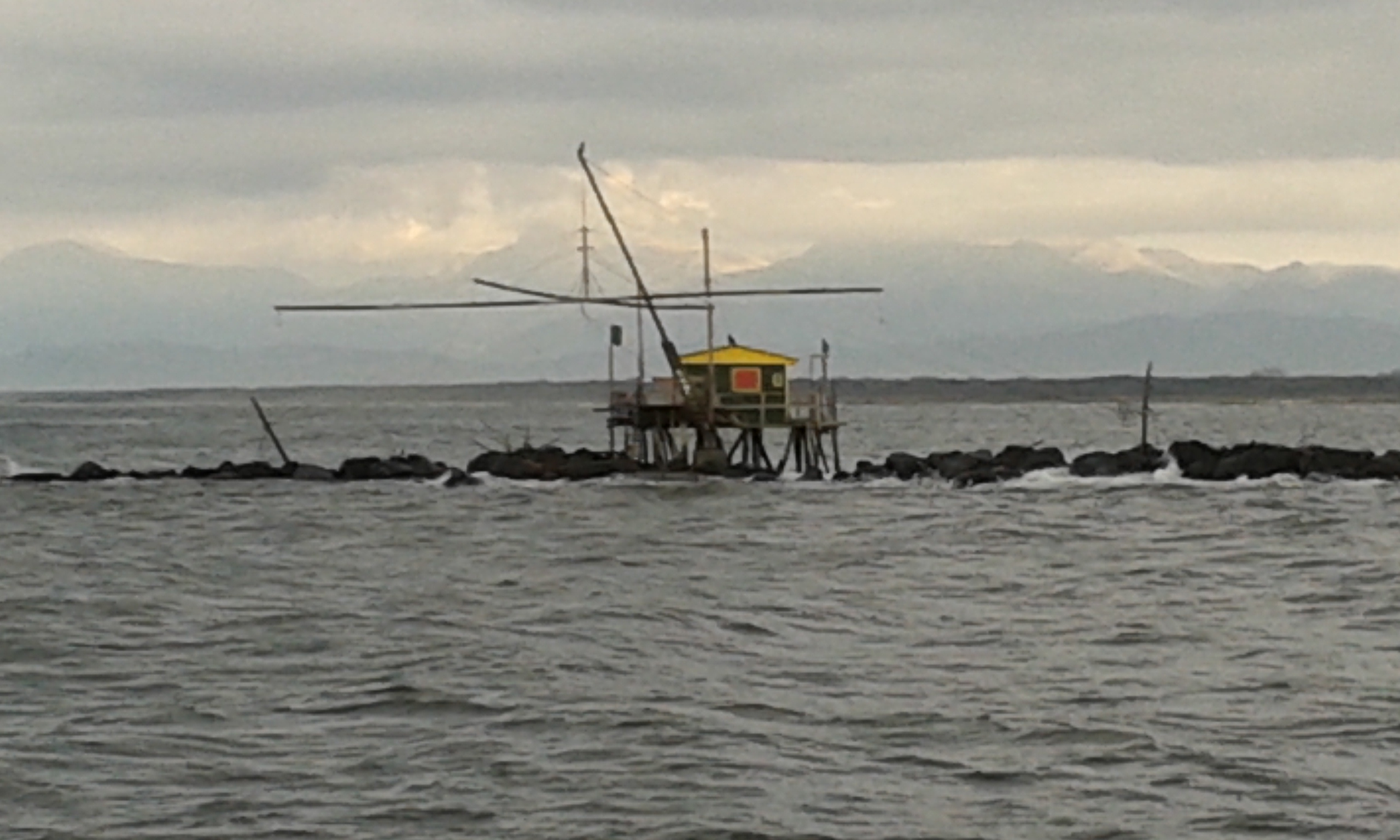
Un "retone" alla foce dell'Arno. Foto di Luigi Tommasi

## Manifestazioni
Marina di Pisa, insieme alla frazione di Tirrenia e alla località di Calambrone, formano il litorale pisano e partecipano al Gioco del Ponte di Pisa sotto la Magistratura dei Delfini con il motto "Senza temer tempesta".
Nel periodo estivo vi si svolge la manifestazione "Marenia", che si estende alla vicina Tirrenia, con spettacoli, mercatini all'aperto e altre iniziative.
Sempre nel periodo estivo, tra la fine di luglio e l'inizio di agosto, si svolge il "Carnevale Estivo di Marina di Pisa". Il carnevale marinese è nato nel 1927, e nella sua prima edizione vedeva sfilare sul lungomare giganteschi carri di carta pesta trainati da buoi. Oggi i carri allegorici ispirati all'estate e alla vita sul mare, la musica, e la partecipazione di migliaia di persone, rendono unica nel suo genere questa festa.

## Monumenti e luoghi d'interesse
Oltre al lungomare, particolarmente rinomata è l'area alla foce del fiume detta "Bocca d'Arno": costellata di caratteristiche bilance per la pesca, denominate dialettalmente "retoni", è paesaggisticamente molto gradevole, e amata dai marinesi e dai turisti.

### Architetture tra XIX e XX secolo

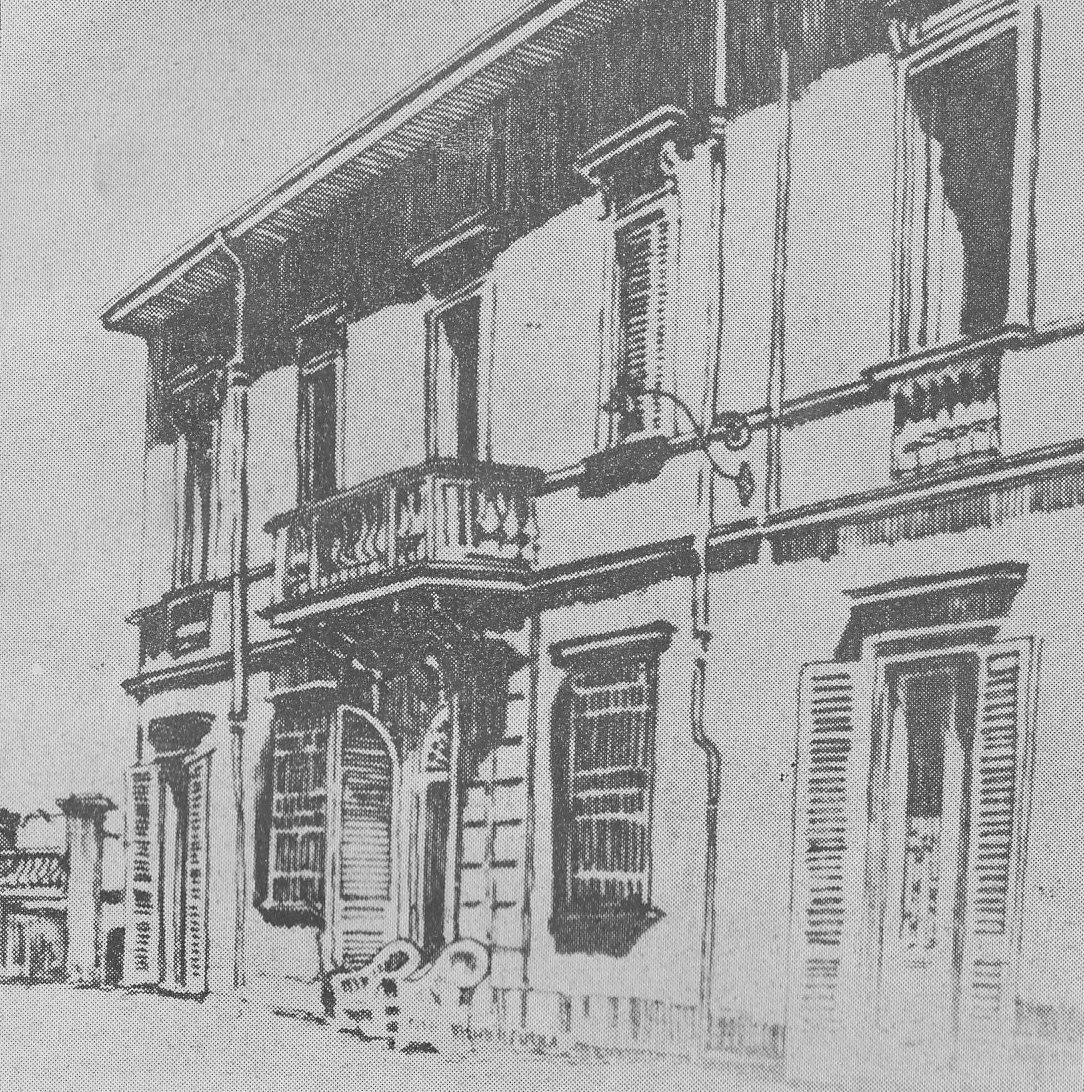
Villa Peratoner, più volte luogo di villeggiatura di Gabriele D'Annunzio

A Marina si trova un certo numero di edifici, soprattutto ville e villette, in buono o discreto stato di conservazione, risalenti alla fine dell'Ottocento e ai primi decenni del Novecento. Si tratta di abitazioni di un certo interesse architettonico, fatte costruire in genere da benestanti famiglie fiorentine, che oscillano stilisticamente tra l'eclettismo storicistico e timidi accenni di Liberty.
Tra queste, Villa Bondi, in piazza Baleari, appartenente alle "Dimore Storiche d'Italia", fu costruita nel 1909 dal fiorentino Angelo Bondi, proprietario della "Manifattura di Signa", produttrice di terrecotte e decorazioni di cui l'edificio è tutt'oggi in parte adornato. Eclettiche sono invece la Villa Galli Dunn, del 1905 in stile Luigi XIV, la neogotica Villa Albites e il Palazzo Carovigno, in piazza Gorgona, con tanto di torre merlata.

## Economia
L'economia di Marina di Pisa è prevalentemente basata sul turismo, principalmente nazionale. Anche la pesca è praticata, soprattutto dai cittadini del luogo; particolare rilevanza ha la pesca delle arselle.

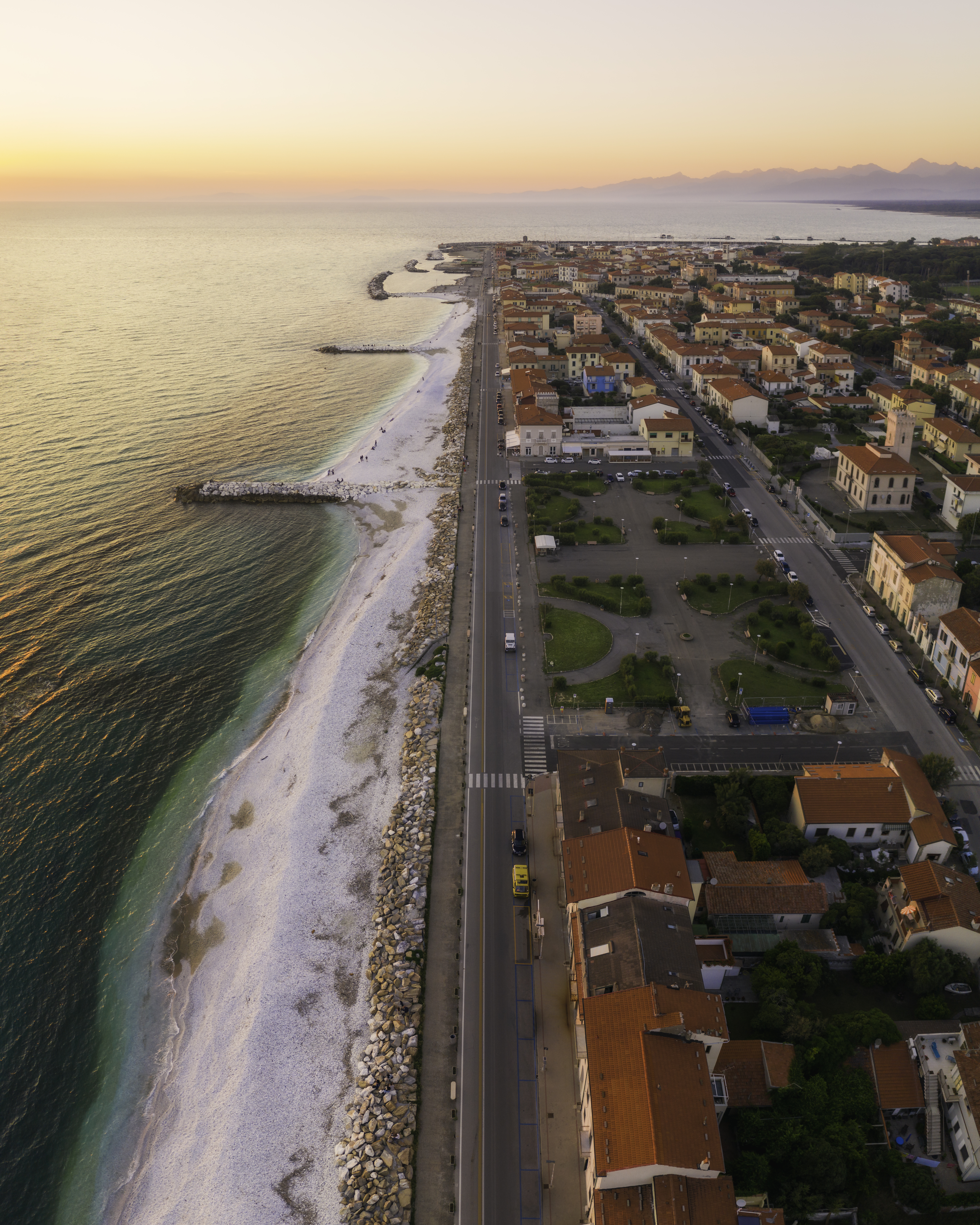
Immagine aerea di Marina di Pisa al tramonto

Il rimessaggio, l'alaggio e varo delle barche rappresentano anch'essi una voce importante nell'economia marinese: numerosi sono i cantieri presenti lungo il viale che congiunge Pisa a Marina di Pisa, Viale Gabriele D'Annunzio, che si snoda lungo la riva sinistra dell'Arno.
Nel periodo invernale, i numerosi ristoranti e bar sono frequentati, soprattutto nel fine settimana, prevalentemente dagli abitanti dei luoghi circostanti.

### Turismo
Marina di Pisa è meta di turismo estivo, con conseguente presenza di strutture ricettive.
Lungo il litorale sono presenti spiagge libere, di sabbia o di ciottoli e stabilimenti balneari, molti dei quali offrono punti di ristorazione.
A nord dell'abitato, sulla riva sinistra dell'Arno, nel 2013, è stata riqualificata una vecchia area industriale dismessa con la creazione di un porto turistico: il Porto di Bocca d'Arno
Nel pomeriggio dei giorni festivi, così come tutte le sere in stagione di punta e per le grandi occasioni, via Repubblica Pisana, meglio conosciuta come "il lungomare", viene chiuso al traffico e tramutata in frequentata e ambita passeggiata.
A Marina di Pisa è presente una pista ciclabile che la attraversa.

## Cultura

### Istruzione
- Scuola dell'Infanzia Gaetano Ceccherini;
- Scuola primaria Giuditta Newbery;
- Scuola primaria Giuseppe Viviani;
- Scuola secondaria di primo grado Niccolò Pisano.

### Istituzioni, enti e associazioni
- Associazione Arteficium (APS multidisciplinare per promuovere la diffusione della cultura e delle arti intese come strumenti e occasioni di crescita personale e di libera espressione. La musica, la letteratura, le arti figurative... le immagini, la natura, la storia, le tradizioni.);
- Scuola di Musica del Litorale Pisano;
- KinoKitchen, associazione dedicata al cinema e all'audiovisivo;
- Pubblica Assistenza Litorale Pisano;
- Marinese USD e Polisportiva Garzella: le due squadre di calcio del paese unite in un'unica società nel 2011 con il nome di Polisportiva Garzella Marinese USD;
- Circolo ACLI " Don Bosco";
- Circolo ARCI "Il Fortino"; circolo ricreativo storico fondato nel 1951 da operai e sede di iniziative culturali e ricreative tutto l'anno; festa annuale estiva basata sul cibo locale

### Film girati a Marina di Pisa e nei dintorni
- Senza pietà, di Alberto Lattuada, 1948
- Pellegrini d'amore, di Andrea Forzano, 1953
- Tutti a casa, di Luigi Comencini, 1960, a Bocca d'Arno e Calambrone
- Lo chiamavano Bulldozer, di Michele Lupo, 1978
- Bomber, di Michele Lupo, 1982
- B.B. e il cormorano, di Edoardo Gabbriellini, 2003, Calambrone
- L'amore ritrovato, di Carlo Mazzacurati, 2004

Marina di Pisa è inoltre menzionata nel film Stazione Termini di Vittorio De Sica, 1953.
- Il sergente Rompiglioni (film 1973), con Franco Franchi diretto da Pier Giorgio Ferretti, girato a Marina e al Centro CONI Tirrenia

### Romanzi e racconti ambientati a Marina di Pisa e nei dintorni
- La Tenzone, di Gabriele D'Annunzio (Alcyone), 1903
- Ballata per un'estate calda, di Athos Bigongiali, 1998
- La briscola in cinque, di Marco Malvaldi, 2007
- Il gioco delle tre carte, di Marco Malvaldi, 2008

## Infrastrutture e trasporti

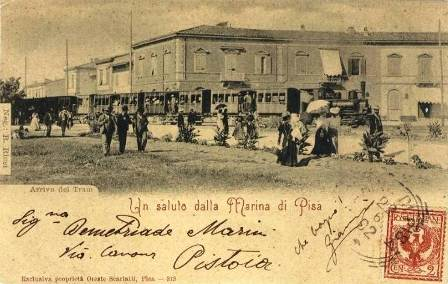
Arrivo a Marina di Pisa, in una classica cartolina d'epoca

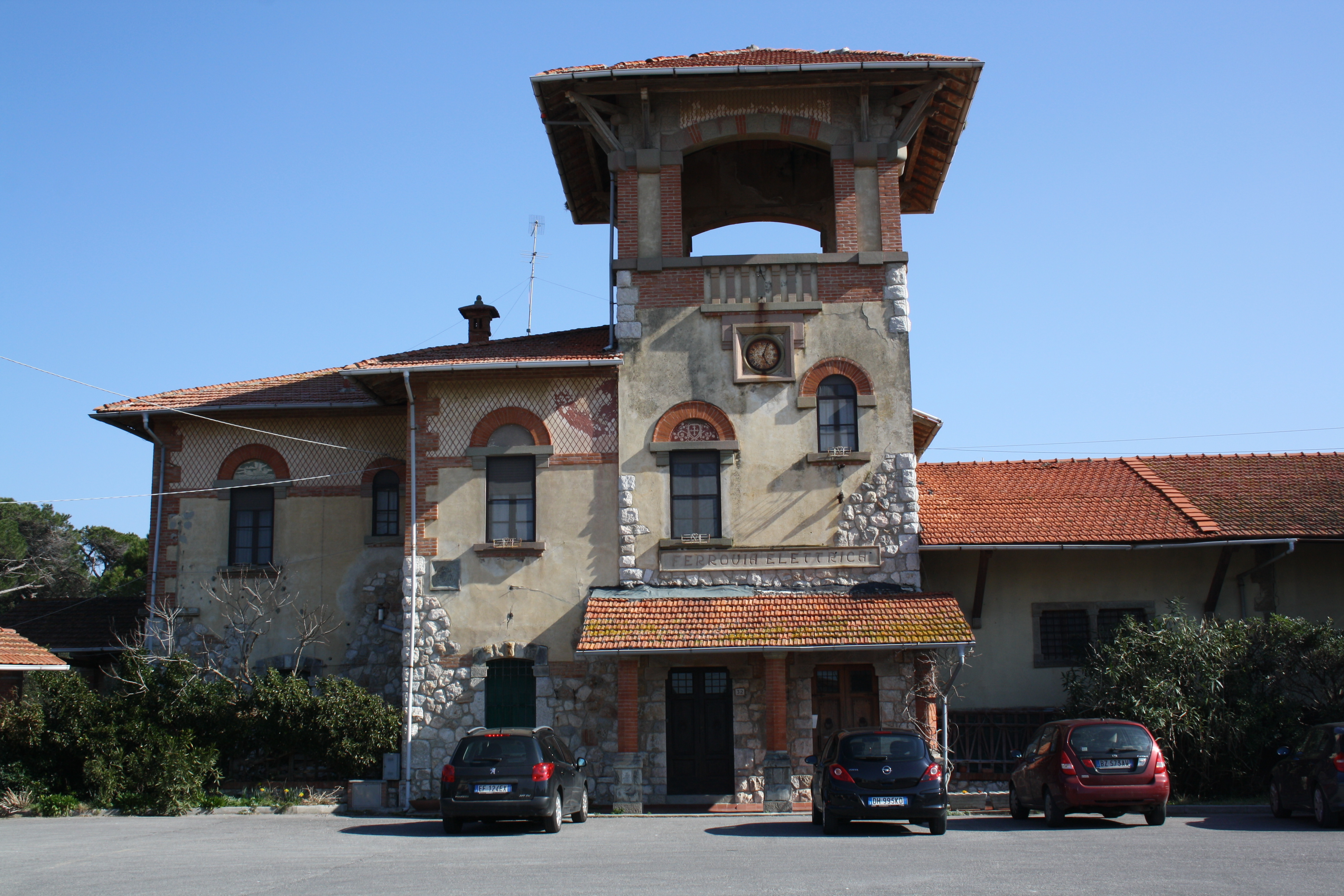
La stazione di Marina di Pisa della vecchia ferrovia elettrica

### Strade
Marina di Pisa è attraversata dalla SP224, che da Pisa conduce a Livorno.

### Ferrovie
La stazione ferroviaria più vicina è quella di Pisa Centrale.
Fino agli anni sessanta nel litorale era presente una ferrovia elettrica, frequentatissima soprattutto nel periodo estivo, il cui tracciato comprendeva Pisa, San Piero a Grado, Marina di Pisa, Tirrenia, Calambrone e Livorno. La stazione è tuttora presente nel centro del paese (e attualmente convertita in abitazione privata), mentre il sedime e i binari, mai completamente rimossi e fino al 2020 visibili lungo buona parte del tracciato originario, sono stati riqualificati realizzando una panoramica pista ciclabile che conduce a Pisa e a Tirrenia.
In precedenza, dal 1892, Marina di Pisa costituiva la località capolinea della tranvia a vapore che, costruita come prolungamento della linea Pisa-Pontedera/Calci, partendo da Pisa e scavalcando il bastione Stampace, il canale dei Navicelli e la ferrovia Genova-Pisa con un maestoso ponte ad arcate metalliche, raggiungeva il lungarno servendo San Giovanni al Gatano, San Piero a Grado, Bocca d'Arno e Marina. Inaugurata la ferrovia elettrica, la tranvia Pisa-Marina di Pisa cessò il servizio nel 1932.

### Autolinee
Marina di Pisa è servita da frequenti corse di autolinee della società Autolinee Toscane che la collegano a Pisa, a Tirrenia e a Calambrone

### Aeroporti
A Pisa è presente l'Aeroporto Internazionale "Galileo Galilei".

### Porti
Alla foce del fiume Arno, si trova il Porto di Pisa: è il porto turistico di Pisa, aperto al pubblico dal 30 giugno 2013.